# Nantokite

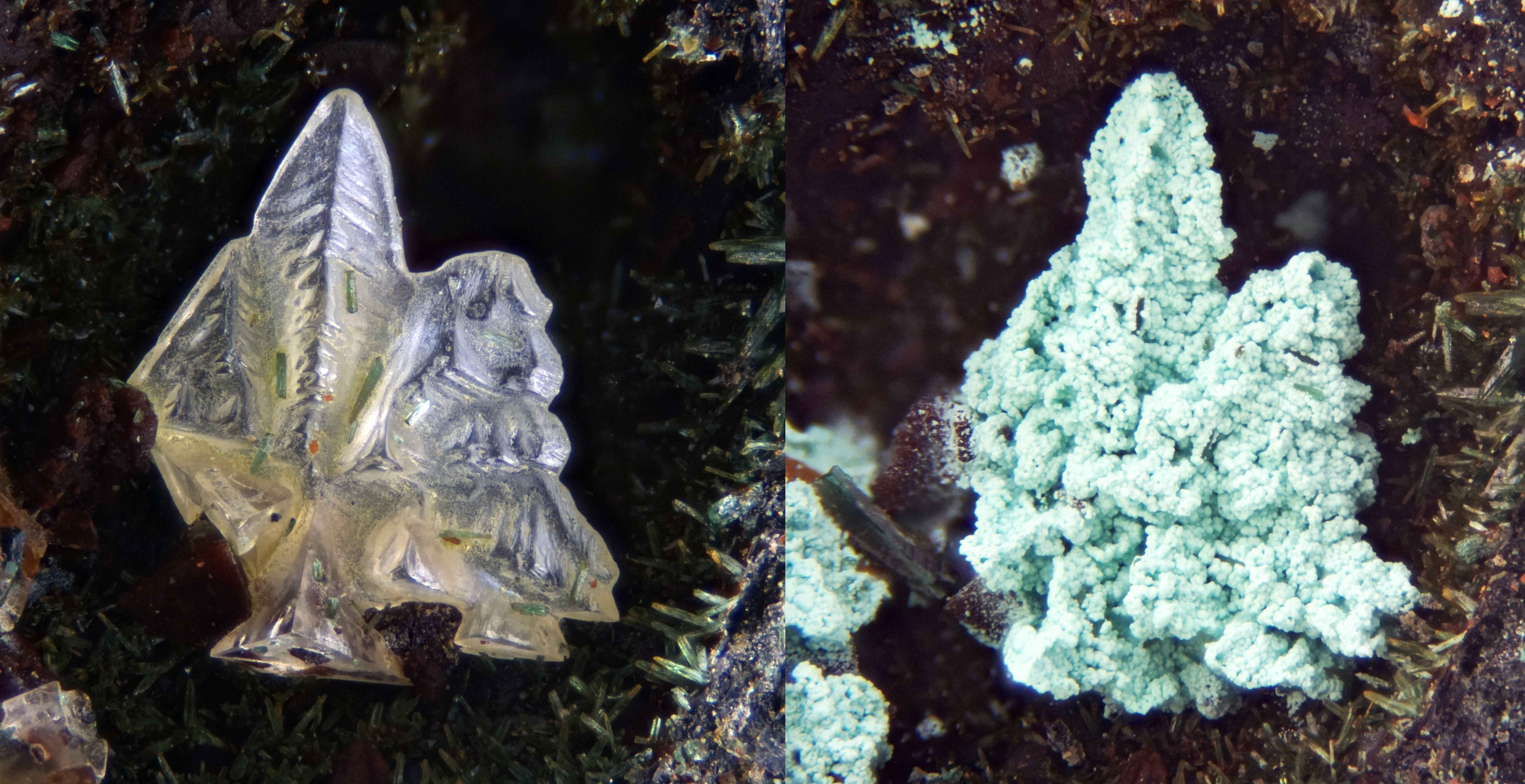
Geminato di nantokite con la seguente trasformazione in atacamite

La nantokite è un minerale appartenente al gruppo della clorargirite; è piuttosto raro ed composto soprattutto da cloruro rameoso.